# Вулиця Залізнична (Новомиргород)
Ву́лиця Залізни́чна — вулиця в місті Новомиргород Кіровоградської області, пролягає через місцевість Хутір. Протяжність — близько 1,6 км.
Північна частина вулиці є відрізком територіальної дороги місцевого значення T-1209.

## Розташування
Починається поблизу дачних ділянок в місцевості Хутір, біля річки Велика Вись, простягається на північ вздовж залізниці. Минаючи залізничну станцію, розширюється і недалеко від залізничного переїзду та АЗС вже за межами міста переходить в дорогу територіального значення Т 12 09.
Прилеглі вулиці: Дачна, пров. Привокзальний, Перемоги, Елеваторна.

## Історія
В 1912 році поблизу майбутньої залізничної станції було збудовано відомчий будинок МШС (Міністерства шляхів сполучення) для працівників залізниці.

## Об'єкти
Об'єкти, розташовані на вулиці Залізничній:
- ДП «Новомиргородський агрозахист»;
- Залізнична станція;
- Будинок МШС;
- Новомиргородський елеватор.

## Галерея
|  |  |